# Havana Club

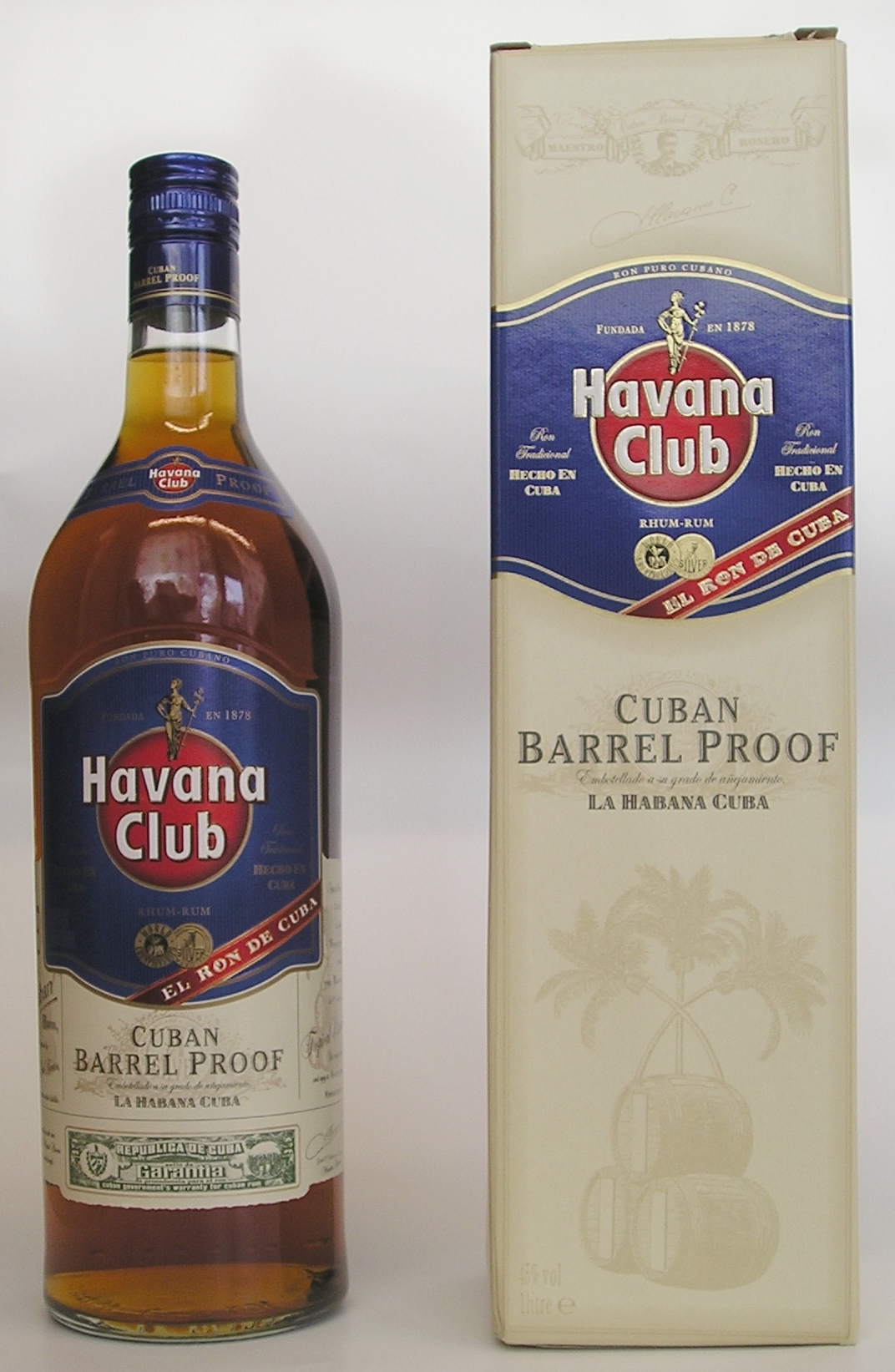
Cuban barrel proof

Havana Club is een merk rum dat wordt geproduceerd in Santa Cruz del Norte en sinds 2007 ook in San Jose in Cuba. Havana Club is sinds de dagen van de Cubaanse Revolutie eigendom van de Cubaanse overheid.

## Bedrijf
Havana Club werd in 1878 opgericht door José Arechabala. Hij was in 1860 geëmigreerd van Spanje naar Cuba. Hij startte een rumbedrijf, La Vizcaya, en in 1921 werd de naam gewijzigd in José Arechabala S.A. Hij stierf twee jaar later en zijn schoonzoon nam de zaken over. In 1934 veranderde de naam naar Havana Club. In 1959 werd het bedrijf genationaliseerd en de familie vertrok naar Spanje.
Havana Club wordt geproduceerd op twee locaties in Cuba, in Santa Cruz del Norte en in San Jose. In 1993 sloot de Cubaanse regering een overeenkomst met Pernod Ricard. De Cubaanse regering blijft de productie beheren maar de distributie en reclame wordt verzorgd door Pernod Ricard. Deze laatste verkoopt de rum wereldwijd, met als belangrijke uitzondering de Verenigde Staten. De firma Bacardi verkoopt in de VS rum onder de naam Havana Club. Bacardi heeft de rechten op deze naam en de receptuur gekocht van de familie Arechabala. De twee drankbedrijven hebben diverse rechtszaken gevoerd met als vraag wie de rechtmatige eigenaar is van de rum en de merknaam.

## Soorten
- Añejo Blanco (Silver Dry): rijping gedurende 18 maanden
- Añejo 3 Años: rijping gedurende 3 jaar
- Añejo Especial
- Añejo Reserva: mengeling van 3, 4, 5 en 6 jaar oude rum
- Añejo 7 Años: rijping gedurende 7 jaar
- Añejo 15 Años - Gran Reserva
- Selección de Maestros: triple barrel aged
- Añejo Solera - San Cristóbal
- Extra Añejo - Máximo
- Cuban Barrel Proof

### Añejo 15 Años Gran Reserva
De 15 Años Gran Reserva is in weinig zaken te verkrijgen. Deze rum wordt veelal gezien als een van de beste rums ter wereld. 

### Cuban Barrel Proof
De Barrel Proof wordt direct uit eiken vaten gebotteld, zonder gedistilleerd te worden. Deze soort werd gecreëerd door Maestro José Navarro. Het is een rum met een uitzonderlijke smaak en kleur. 
Hij heeft een aangename nasmaak, 45% alcohol en een gemengd aroma van cacao en koffie. 
De Cuban Barrel Proof won de gouden medaille met de vermelding "Exceptional" op een concours in Chicago (International Review of Spirits 2004, B.T.I.), waaraan de 56 beste rums ter wereld meededen. 

### Añejo Solera San Cristóbal
Een Havana Club Special Edition label, dat enkel verkocht wordt in de officiële Havana Club Foundation Distillery-winkel. Havana Club rum Solera San Cristóbal werd gemaakt voor de viering van 480e verjaardag van de "Villa San Cristóbal Foundation of the city of Havana."

## Loco
Havana Club maakt ook de drank Loco (soms ook Havana Loco). Dit is vruchtensap gemengd met Añejo Blanco rum (loco betekent "gek"). De verschillende smaken zijn:
- Limon
- Mango
- Pasión
- Toronja (roze grapefruit)

## Zegel van herkomst
Havana Club rum draagt het officiële zegel van herkomst, dat de Cubaanse authenticiteit van Havana Club waarborgt.
Alle Cubaanse producten (ook sigaren) dragen dit label, dat beschouwd wordt als een waarborg voor echtheid en kwaliteit van de producten.